# Sveriges Radios språkpris
Sveriges Radios språkpris har delats ut av Sveriges Radio sedan 1987 till en medarbetare på Sveriges Radio. Antalet kategorier har varierat över åren: inledningsvis var det ett enda pris och mellan 2011 och 2013 utsågs två pristagare per år – en medarbetare i lokal kanal och en medarbetare i riksprogram. Med start 2014 delades priset ut också i en tredje kategori, medarbetare i program på andra språk än svenska. Från 2022 delas återigen ett enda samlat pris ut.
Varje pris är på 20 000 kronor. Prisets syfte är att främja det talade språkets utveckling och stimulera intresset för språkbehandlingen i radio. Det delas ut för "föredömlig behandling av svenska språket".
Prisjuryn består av ett antal Sveriges Radio-medarbetare samt en utomstående logoped.

## Mottagare
| År   | Riks                                  | Lokal                   | Andra språk       |
| ---- | ------------------------------------- | ----------------------- | ----------------- |
| 2024 | Emma Sandebäck                        |                         |                   |
| 2023 | Johan Mathias Sommarström             |                         |                   |
| 2022 | Jörgen Heikki                         |                         |                   |
| 2021 | Richard Henriksson                    | Rasmus Almerud          | Shakila Edizada   |
| 2020 | Vetenskapsradion                      |                         |                   |
| 2019 | Henrik Torehammar                     | Sara Johansson          | David Russell     |
| 2018 | Eric Schüldt                          | Tova Nilsson            | Merja Laitinen    |
| 2017 | Mats Ottosson                         | Anders Hildemar Ohlsson | Abdelaziz Maaloum |
| 2016 | Annika Lantz                          | Lars Svan               | Karen Eira        |
| 2015 | Linnéa Wikblad                        | Linda Evereus           | Veli Brijani      |
| 2014 | Pernilla Eskilsdotter                 | Christer Engqvist       | Bertil Isaksson   |
| 2013 | Marie Lundström                       | Lasse Olsson            |                   |
| 2012 | Lasse Willén, Jenny Berntson Djurvall | Michael Ragnarsson      |                   |
| 2011 | Ginna Lindberg                        | Lars-Åke Gustavsson     |                   |
| 2010 | Niklas Lindblad                       | Katarina Hedström       |                   |
| 2009 | Maria Edström                         | Martin Bentancourt      |                   |
| 2008 | Anna Hernek                           | Jan Gustafsson          |                   |
| 2007 | Ingvar Storm                          | Lotte Nord              |                   |
| 2006 | Christian Olsson                      | Lisa Wall               |                   |
| 2005 | Christer Lundberg                     | Eva Toivonen            |                   |
| 2004 | Gunnar Bolin                          | Lena Callne             |                   |
| 2003 | Kristina Hedberg                      | Patrik Paulsson         |                   |
| 2002 | Staffan Dopping                       | Eva Sjöstrand           |                   |
| 2001 | Cecilia Uddén                         | Charlotta Hemlin        |                   |
| 2000 | AnnLouise Martin                      |                         |                   |
| 1999 | Lasse Granqvist                       |                         |                   |
| 1998 | Stefan Wermelin                       |                         |                   |
| 1997 | Vassilis Bolonassos                   |                         |                   |
| 1996 | Mats Arvidsson                        |                         |                   |
| 1995 | Kristin Göthe                         |                         |                   |
| 1994 | Ingrid Thunegard                      |                         |                   |
| 1991 | Anders Börjesson                      |                         |                   |
| 1990 | Kjell Alinge                          |                         |                   |
| 1989 | Ebba Beckman                          |                         |                   |
| 1988 | Lars Johanson                         |                         |                   |
| 1987 | Ingemar von Heijne                    |                         |                   |